# Jean Pierre Tercier
Jean Pierre Tercier, född 1704 i Paris, död där den 21 januari 1767, var en fransk diplomat.
Tercier var en tid legationssekreterare i Polen, där han gjorde kung Stanislaus Leszczynski stora tjänster, men av dennes motståndare hölls i långvarigt fängelse. Efter sin återkomst till Frankrike (1736) avancerade Tercier till premier commis des affaires étrangéres, det vill säga direktör (kabinettssekreterare) i utrikesdepartementet, och spelade som sådan (1738-48) och även senare en betydande roll inom den franska diplomatin, inte minst i Ludvig XV:s hemliga (Secret du Roi), vilken han särskilt åren 1762-67 torde ha lett.